# Orto botanico dell'Università di Genova
L'Orto botanico dell'Università di Genova è una struttura interna all'Università degli Studi di Genova inclusa nel territorio urbano della città, e si estende di circa un ettaro sugli antichi poderi di Pietraminuta, nei pressi dell'Albergo dei Poveri.

## Storia

### Origini
L'Orto fu costituito nel 1803 in una piccola fascia di terreno retrostante il palazzo dell'Università, già appartenuta al Collegio Gesuita di San Gerolamo. L'acquisto e la fondazione furono dovuti all'opera e all'interessamento del medico e botanico Domenico Viviani.
Per la connotazione culturale della città, prevalentemente mercantile e dedita ai traffici marittimi, il piccolo spazio dedicato fu inizialmente destinato a raccogliere soprattutto piante officinali, cioè medicinali.
Alla direzione dell'Orto si successero studiosi di fama internazionale, come Giuseppe De Notaris, (soprattutto crittogamo) e Federico Delpino (soprattutto naturalista ed ecologo).

### Costituzione dell'Istituto Botanico Hanbury
Alla fine dell'Ottocento maturò una solida amicizia tra il docente della Università Ottone Penzig e Sir Thomas Hanbury (appassionato botanico, già proprietario dal 1867 dei Giardini Hanbury di acclimatazione della Mortola, presso Ventimiglia); tale amicizia corroborata da comunanza di interessi naturalistici e scientifici, indusse Thomas Hanbury ad estendere a proprie spese il territorio dell'Orto alle dimensioni attuali, e a finanziare la costruzione del "Regio Istituto di Botanica", con uffici, aule, laboratori, nonché le dotazioni: fontane, viali, e la piantumazione di esemplari rari nel terreno; facendo poi, nel 1892 dono del tutto alla Università.
Nello stesso anno 1892, in occasione della ricorrenza del 400º anniversario della scoperta dell'America, vi si tenne il primo Congresso botanico internazionale organizzato in Italia.
La gestione del giardino provvide ad arricchire le dotazioni di nuovi impianti vegetali, e alla realizzazione di opere accessorie.

### Le gestioni del Novecento
Nell'Ottocento e nel Novecento si successero alla direzione dell'Orto Botanico, tra gli eminenti botanici, lo stesso Ottone Penzig e Rodolfo Pichi Sermolli.

### La seconda guerra mondiale e la ricostruzione
Durante la seconda guerra mondiale le strutture dell'orto e dell'Istituto furono gravemente danneggiare dai bombardamenti, le collezioni, soprattutto erbari, e i reperti di archivio delle esplorazioni furono in gran parte danneggiati o distrutti, i fabbricati rovinati nelle coperture e subirono un incendio.
Nel dopoguerra i fabbricati furono ricostruiti, e l'Orto ripristinato; negli anni sessanta furono aggiunte sei serre.

## Collezioni
Delle sei serre presenti una ospita la collezione di felci, con, tra l'altro, esemplari monumentali di Cibotium e di Angiopteris; la seconda raccoglie numerosi esemplari di alberi (spesso fruttiferi tropicali) di alto fusto, come diverse specie di Ficus, Sterculia, banani, canna da zucchero, cacao, ecc.; la terza mostra le piante acquatiche tropicali, orchidee epifite, il pepe, la vaniglia, il caffè e altre.
La serra della piante grasse ospita collezioni di Aloe, Euphorbia, Agave, un'altra ospita Cycadaceae, mentre l'ultima, seminterrata, è utilizzata per ricerche botaniche specifiche.
Ci sono all'aperto notevoli esemplari di cedri del Libano, cipressi e sequoie anche ultracentenari.

Ad effetto della docenza di Rodolfo Pichi Sermolli, esperto a livello internazionale di Pteridofite, si coordinò la raccolta di un'enorme collezione di felci di tutti i continenti, anche arboree; tale collezione di esemplari viventi è ancora in gran parte presente. La sua grande collezione dei dati di archivio, e di "exiccata" (tipi e campioni botanici essiccati, rigorosamente erborizzati e catalogati) fu trasferita a Firenze in apposita locazione, presso la locale Università.
L'Orto è anche dotato di una biblioteca specialistica.

### Cicadi, felci e piante succulente in collezione
(Aprile 2013: Elenco in corso di emendamento ed aggiornamento)
Cicadi:
- Ceratozamia mexicana
- Cycas revoluta
- Cycas rumphii
- Dioon edule
- Dioon holmgrenii
- Dioon spinulosum
- Encephalartos altensteinii
- Encephalartos hildebrandtii
- Encephalartos lebomboensis
- Encephalartos lehmannii
- Encephalartos longifolius
- Encephalartos senticosus
- Macrozamia communis
- Macrozamia moorei
- Macrozamia spiralis
- Zamia furfuracea

Felci:
- Angiopteris evecta
- Cibotium wedlandi
- Cibotium regale
- Cibotium schiedei
- Conocephalum conicum
- Lygodium japonicum
- Platycerium bifurcatum
- Psilotum triquetrum
- Selaginella pulcherrima
- Selaginella kraussiana

Piante succulente:
- Agave victoriae-reginae
- Aloe arborescens
- Aloe marlothii
- Aloe vera
- Carnegiea gigantea
- Cyanotis somaliensis
- Cleistocactus tupizensis
- Crassula arborescens
- Crassula falcata
- Echeveria pulvinata
- Echinocactus grusonii
- Espostoa lanata
- Euphorbia sieboldiana
- Euphorbia lactea
- Euphorbia milii
- Euphorbia resinifera
- Opuntia ficus-indica
- Opuntia humifusa
- Pachypodium horombense
- Portulacaria afra
- Rhipsalis purpusii
- Sedum pachyphyllum
- Senecio serpens
- Yucca (varie specie presenti)